# بحيرة نيوسيدل

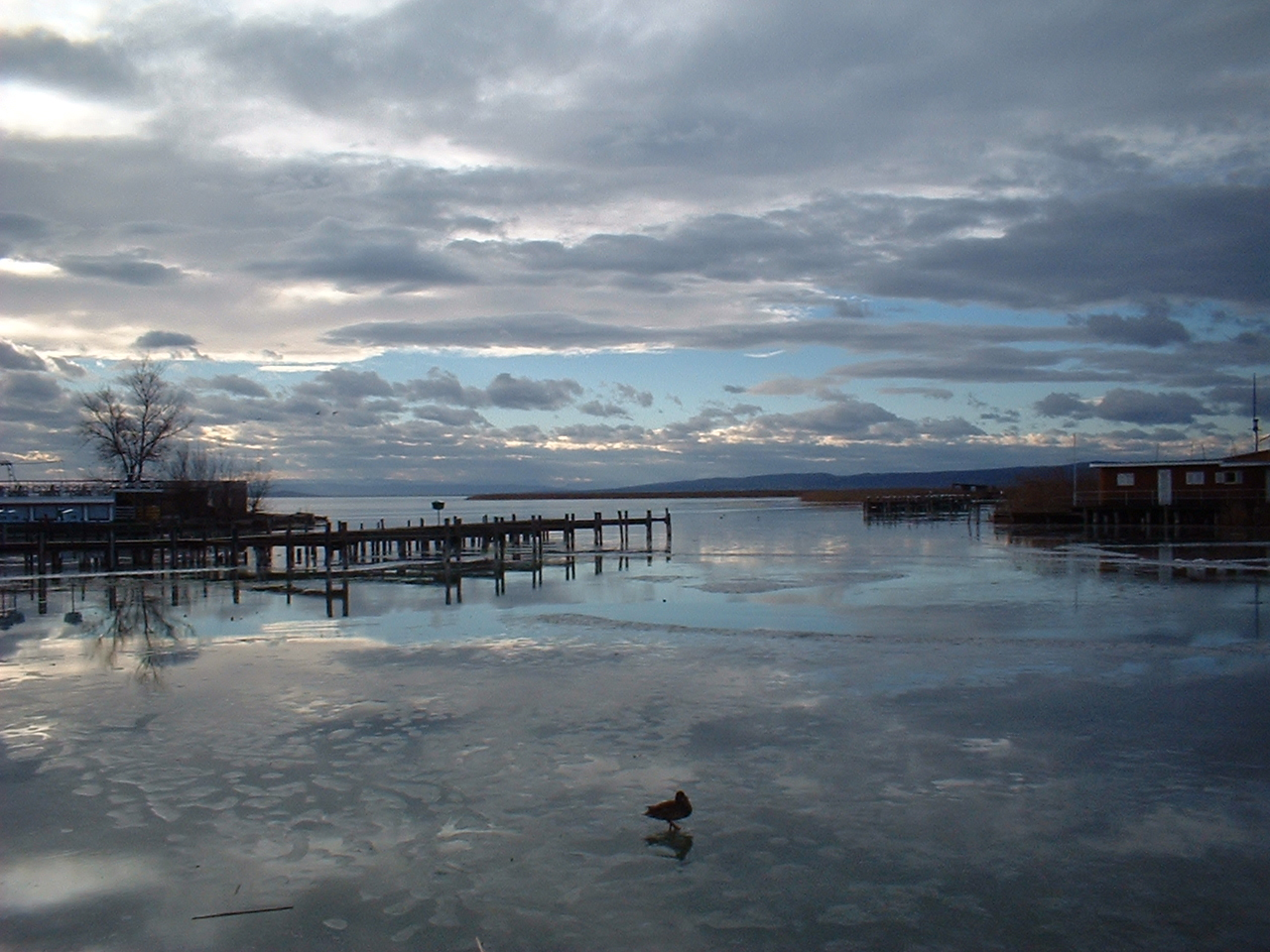
بحيرة نيوسيدل

بحيرة نيوسيدل (بالألمانية: Neusiedler See)‏ (بالمجرية: Fertő (tó))‏ (بالكرواتية: Nežidersko jezero, Niuzaljsko jezero)‏ (بالسلوفينية: Nežidersko jezero)‏ (بالسلوفاكية: Neziderské jazero)‏ (بالتشيكية: Neziderské jezero)‏  وهي أكبر بحيرة داخلية في أوروبا الوسطى تمتد على الحدود النمساوية المجرية وتغطي مساحة 315 كيلومتر مربع (122 ميل2) منها 240 كيلومتر مربع (93 ميل2) على الجانب النمساوي و 75 كيلومتر مربع (29 ميل2) على الجانب المجري. وتبلغ مساحة حوض تصريف البحيرة 1,120 كيلومتر مربع (430 ميل2). ومن الشمال إلى الجنوب تمتد البحيرة على طول حوالي 36 كيلومتر (22 ميل)، ويتراوح عرضها بين 6 كيلومتر (3.7 ميل)  و12 كيلومتر (7.5 ميل) من الشرق إلى الغرب. وفي المتوسط يبلغ ارتفاع سطح البحيرة 115.45 متر (378.8 قدم) فوق البحر الأدرياتيكي وعمقها لا يزيد عن 1.8 متر (5 قدم 11 بوصة).

## تقلبات منسوب المياه
لحقت بالبحيرة في الماضي فترات فيضانات كان سببها الأمطار الغزيرة (ومن ذلك في عام 1768 حيث توسعت البحيرة إلى أقصى حجم موثق يبلغ 515 كيلومتر مربع (199 ميل2) وتسبب الجفاف بانخفاض كبير في مستوى البحيرة، ومع أنه في كثير من الأحيان لم تكن هناك علاقة واضحة مع حالة الطقس.
ويُظهر علم طبقات الأرض أن قاع البحيرة قد جف تمامًا 100 مرة على الأقل منذ تكوينها (18000 - 14000 قبل الميلاد). وخلال التاريخ الحديث تم توثيق الاختفاء الكامل للبحيرة بتفاصيل كثيرة في عدة حالات، على سبيل المثال بين عامي 1740-1742 وكذلك 1811-1813 ومؤخراً في عام 1866، حيث أشارت يوميات خاصة لأحد السكان المحليين يدعى جوتليب وينزل، إلى أنه عبر قاع البحيرة في 4 يونيو دون تلويث حذائه، وزعم كذلك أن أجزاء من قاع البحيرة قد زرعت بالقمح واللفت. ومع ذلك في عام 1871 بدأت البحيرة في العودة وبالفعل فبحلول ربيع عام 1876 كانت قد استعادت حجمها المعهود. وحدث التلاشي الأخير (الذي تميز بأنه قصير وجزئي) خلال صيف عام 1949 عندما جف الجزء الشمالي من قاع البحيرة (إلى خط العرض التقريبي لبوديرسدورف ) لبضعة أسابيع. وفي كل مرة تسبب جفاف قاع البحيرة في اضطرابات بيئية كبيرة لأن تأثيرات الجسم المائي الكبير كالترطيب وتخفيف درجة الحرارة  كانت غائبة، ولأن الرياح حملت كميات كبيرة من الغبار المالح إلى القرى المحيطة بالبحيرة. وفي حالات سابقة كان يشار إلى البحيرة أحيانًا باسم «مستنقع» مما يشير إلى انخفاض منسوب المياه مع توسع القصب في جميع أنحاء قاع البحيرة. وهناك سجلان يرجعان إلى عامي 1318 و 1324 يذكران على التوالي «نهرًا» مما يشير إلى أنه في هذا الوقت ربما تكون البحيرة قد تقلصت إلى نقطة مركزية لماء يجري من الشمال إلى الجنوب.
وأما اليوم فيتم التحكم في مستوى المياه إما من خلال تدفق اصطناعي، أو السد الواقع على الأراضي المجرية بالقرب من فيرتوجلاك. ويتم التعامل مع القضايا الثنائية من قبل لجنة المياه النمساوية المجرية التي أنشئت في عام 1956. ومع أن التقلبات الطفيفة نسبيا في مستوى البحيرة لا زالت تحدث، ففي عام 1965 اكتسبت البحيرة 100 مليون متر مكعب (3.5×109 قدم3) من الماء خلال شهر واحد، مما رفع مستواها بمقدار 35 سنتيمتر (14 بوصة). وكذلك انخفض منسوب المياه إلى حد مماثل بمقدار 30 سنتيمتر (12 بوصة) خلال عام واحد نتيجة الجفاف في عام 2003. وكلا النوعين من الأحداث يقعان تمامًا ضمن النطاق الطبيعي، وبسبب ضحالة المياه يمكن أن تتفاقم أو تعوض عن طريق تأثيرات ضغط الرياح، والتي يمكن أن ترفع أو تقلل مستوى المياه المحلي مؤقتًا بما يصل إلى 75 سنتيمتر (30 بوصة). ومع ذلك تظل البحيرة حساسة للتغيرات في توازنها كما أظهرت محاكاة سيناريو تغير المناخ الأخيرة. 

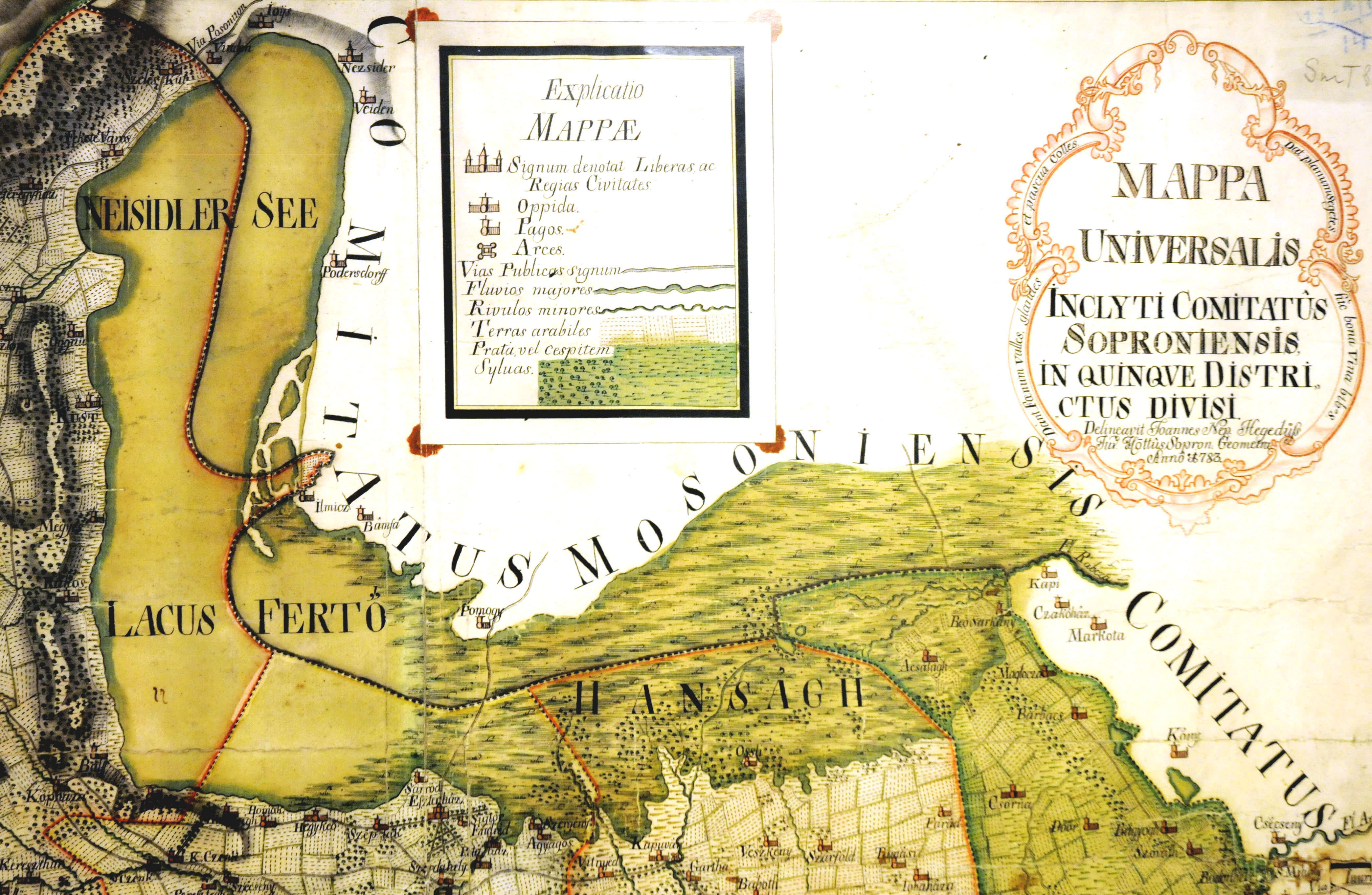
بحيرة نيوسيدل في عام 1783 متصلة مع مستنقع هانساج الواسع الممتد شرقاً

امتدت البحيرة قبل أعمال التنظيم في القرن التاسع عشر إلى الجنوب الشرقي حتى أحراش مستنقعات هانساج (بالألمانية: Waasen)‏ التي تم استنزافها بشكل متزايد والمطالبة بزراعتها بداية من القرن السادس عشر فصاعدًا. وفي الأصل كانت البحيرة مرتبطة ارتباطًا وثيقًا بنهري الدانوب والرابا .

## الطبيعة والحياة البرية
معظم البحيرة محاطة بالقصب الذي يعمل كموطن للحياة البرية (ومما يجعل البحيرة مكانًا مهمًا للراحة للطيور المهاجرة )  وبمجرد أن يصبح الجليد صلبًا بدرجة كافية في الشتاء يحصد القصب. ويخدم هذا غرضًا مزدوجًا، أحدهما بيئي (إزالة الجزء الأكبر من المواد العضوية التي قد تتحلل في البحيرة لو لم تحصد) والآخر اقتصادي (يباع القصب لأغراض مختلفة تتعلق في الغالب بالبناء والمسكن). وخلال أشهر الصيف تحدث أحيانًا حرائق القصب، حيث يسهل اشتعال القصب الجاف وتنتشر الحرائق بسرعة بسبب الرياح شبه المستمرة. وتحدد جودة المياه من خلال درجة الحرارة والرياح وكمية الملح والطين المنبعث من المياه الجوفية من الرواسب .
وخلال النصف الأول من القرن العشرين تمت مناقشة العديد من خطط السدود وغيرها من أعمال البناء الدخيلة التي كان من شأنها أن تدمر البحيرة وحيويتها ولكن هذه المناقشات لم تسفر عن شيء. وفي عام 1918 تم الانتهاء والموافقة على خطط تفصيلية لتقسيم قاع البحيرة بالحواجز الترابية بحيث يمكن تجفيف أجزاء معينة ذات تربة خصبة بشكل مناسب  للزراعة، بينما سيتم استخدام الأجزاء المتبقية للاستزراع المكثف، ولكن تم التخلي عنها عندما أصبح جزء كبير من البحيرة أراضي نمساوية بعد الحرب العالمية الأولى. وفي عام 1971 أحبط دعاة حماية البيئة خططًا لإنشاء جسر عبر الجزء النمساوي من البحيرة.
وفي عام 1993 حاز منتزه نوسيدلر سيسيونكل الوطني على قبول دولي كمحمية من الفئة الثانية من الاتحاد الدولي للحفاض على البيئة. وفي عام 2001  تم قبول المنتزهات الوطنية في النمسا ومنتزه فيرتو هانساج الوطني في المجر كموقع للتراث العالمي. وتتمتع بحيرة نيوسيدل والمناطق المحيطة بها كذلك في النمسا بالحماية من خلال اتفاقية رامسار بشأن الأراضي الرطبة.

## مدن وقرى حول البحيرة
تعود آثار المستوطنات البشرية حول بحيرة نوسيدل إلى العصر الحجري الحديث. وأصبحت المنطقة مكتظة بالسكان من القرن السابع قبل الميلاد فصاعدًا، ففي البداية من قبل الناس من حضارة هالستات وظلت كذلك طوال العصر الروماني. وفي عام 454 ولد ثيودوريك الكبير الملك البارز للقوط الشرقيين هنا. وبالقرب من فيرتوراكوش هناك فيلتان رومانيتان ومعبد ميثرا من القرن الثالث مفتوحة للزوار.
والمدن الأكثر أهمية موجودة على شاطئ البحيرة هي إلميتز (إلميك)،  بوديرسدورف ام سيي (باتفالو)، ويدين (فيديني)، نيوسيدل إم سيي (نوزيدل)، جويس (Nyulas)، ويندين (Sásony)، بريتينبرون (Fertőszéleskút)، بورباش إم نيوسيدليرسي (Feketeváros)، دونرسكيرشن (Fertőfehéregyháza)، أوغاو (أوكا)، راست (Ruszt) و موربيش (Fertőmeggyes) في النمسا، و شوبرون و فيرتوراكوس و فيرتوبوز و فيرتود و بالف و فيرتوجلاك في المجر، والمجتمعات المحلية من إلميتز و أبيلتون  (Mosonbánfalva) و بوديرسدورف إم سيي تشكل ما يسمى سيوينكل (بحيرة الزاوية)، والتي يقع بين البحيرة والحدود المجرية. وما بين القوسين هي الأسماء المجرية للمدن النمساوية الواقعة على شاطئ البحيرة.

## مشاهد من البحيرة

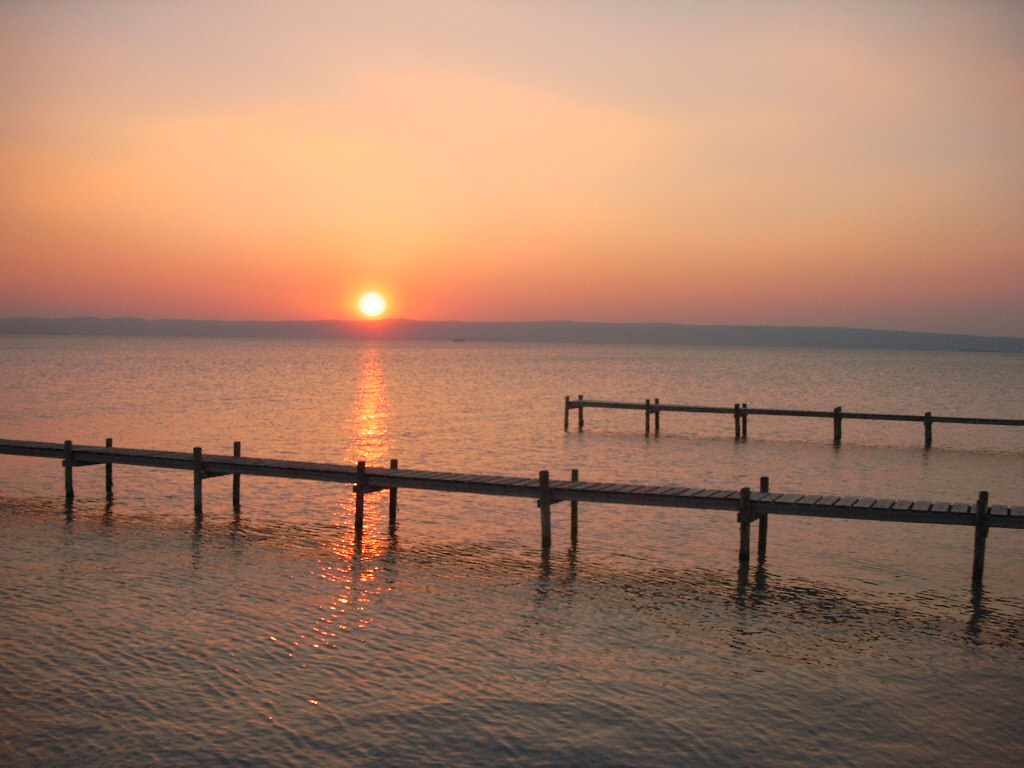
بوديرسدورف ام سيي / النمسا
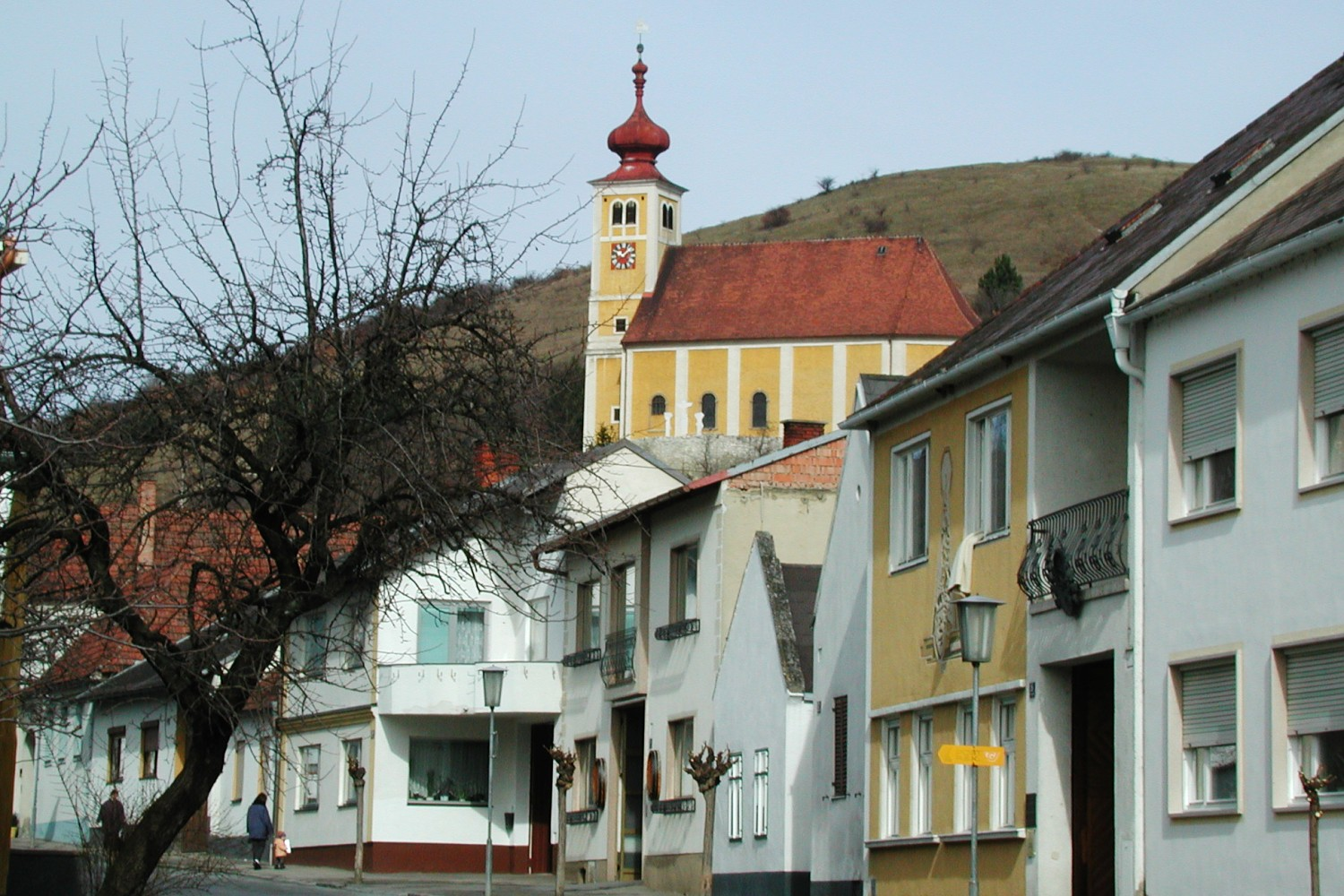
دونرسكيرشن / النمسا
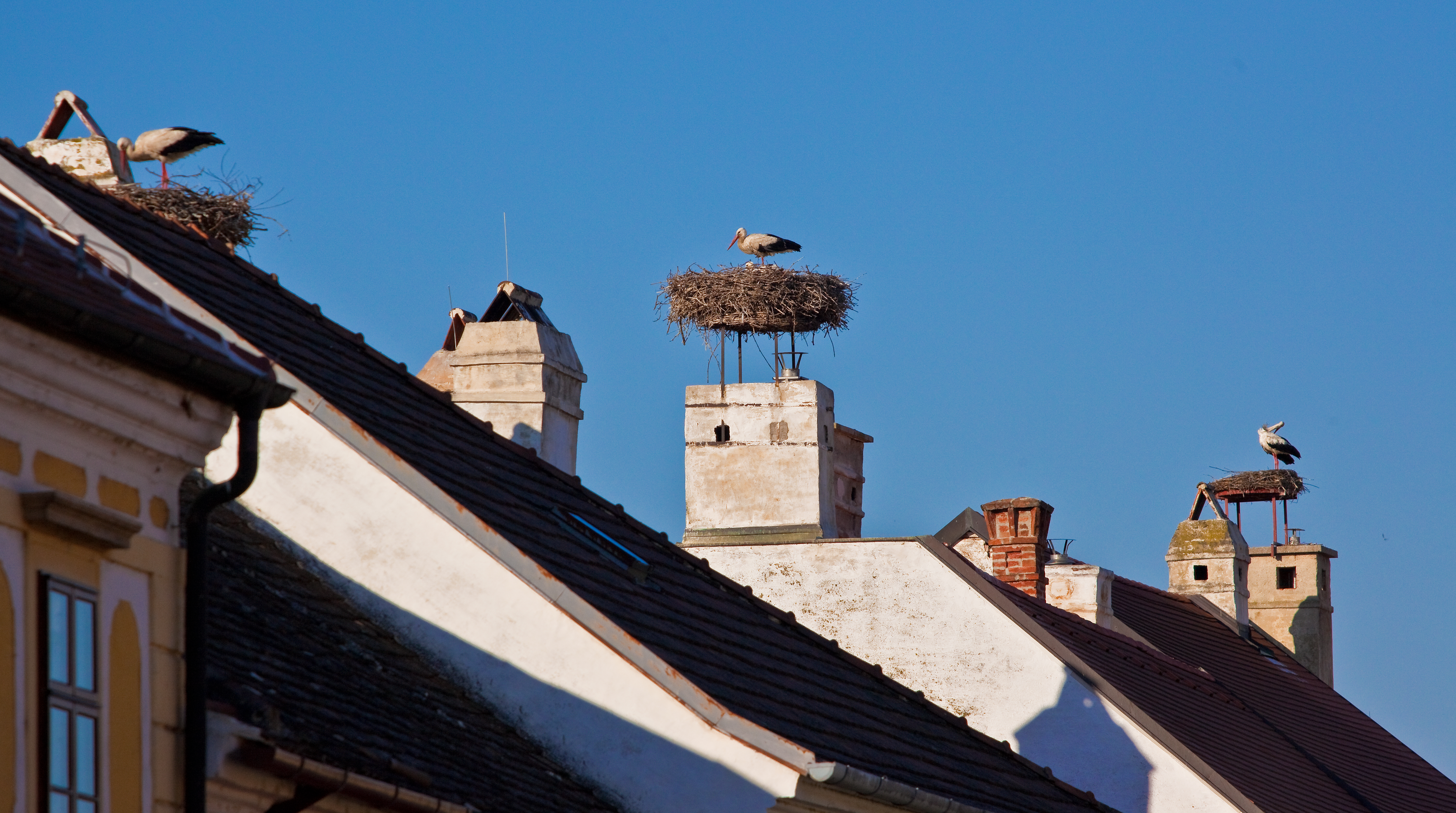
عش اللقلق نموذجي في المنطقة
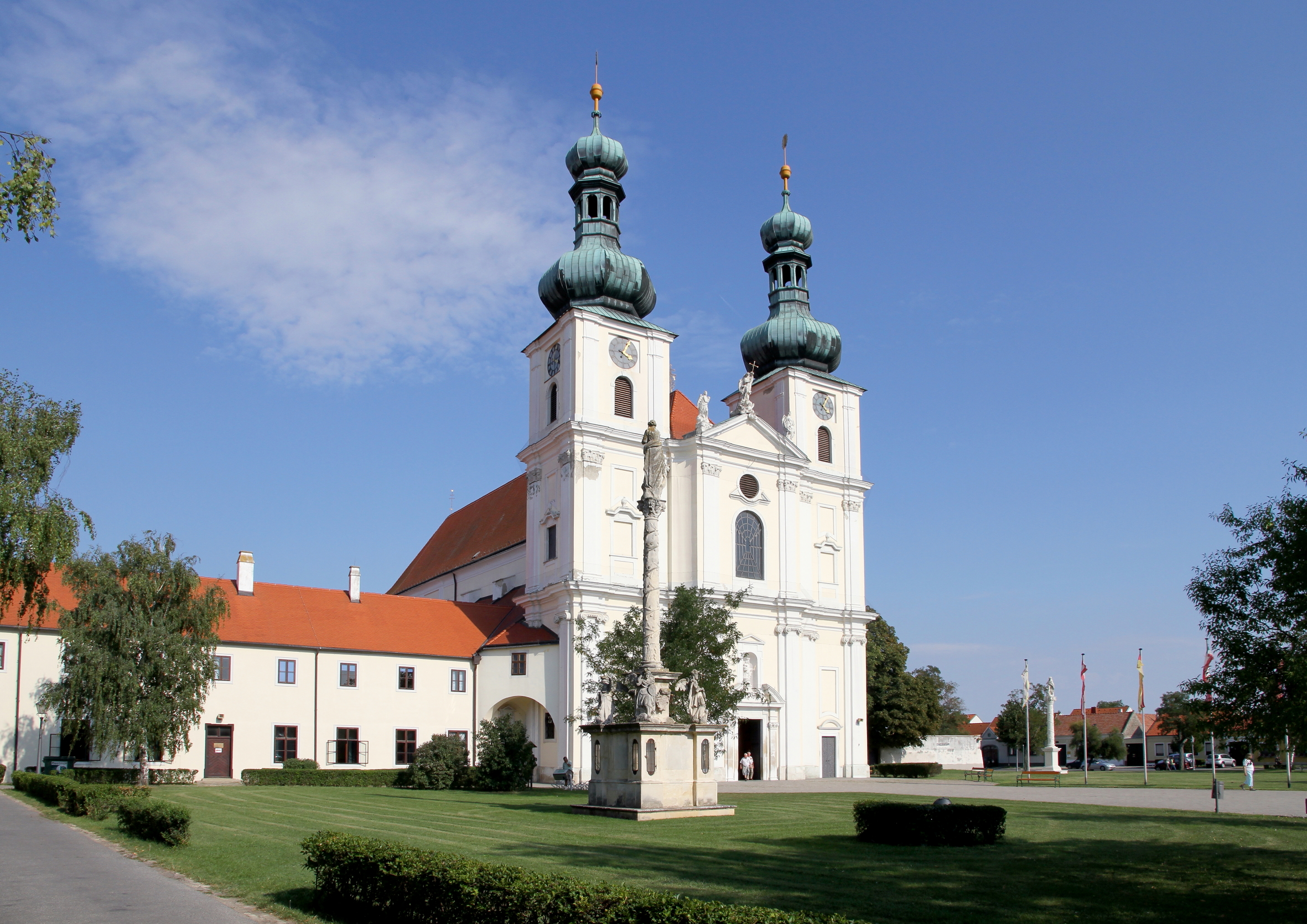
فراونكيرشن / النمسا
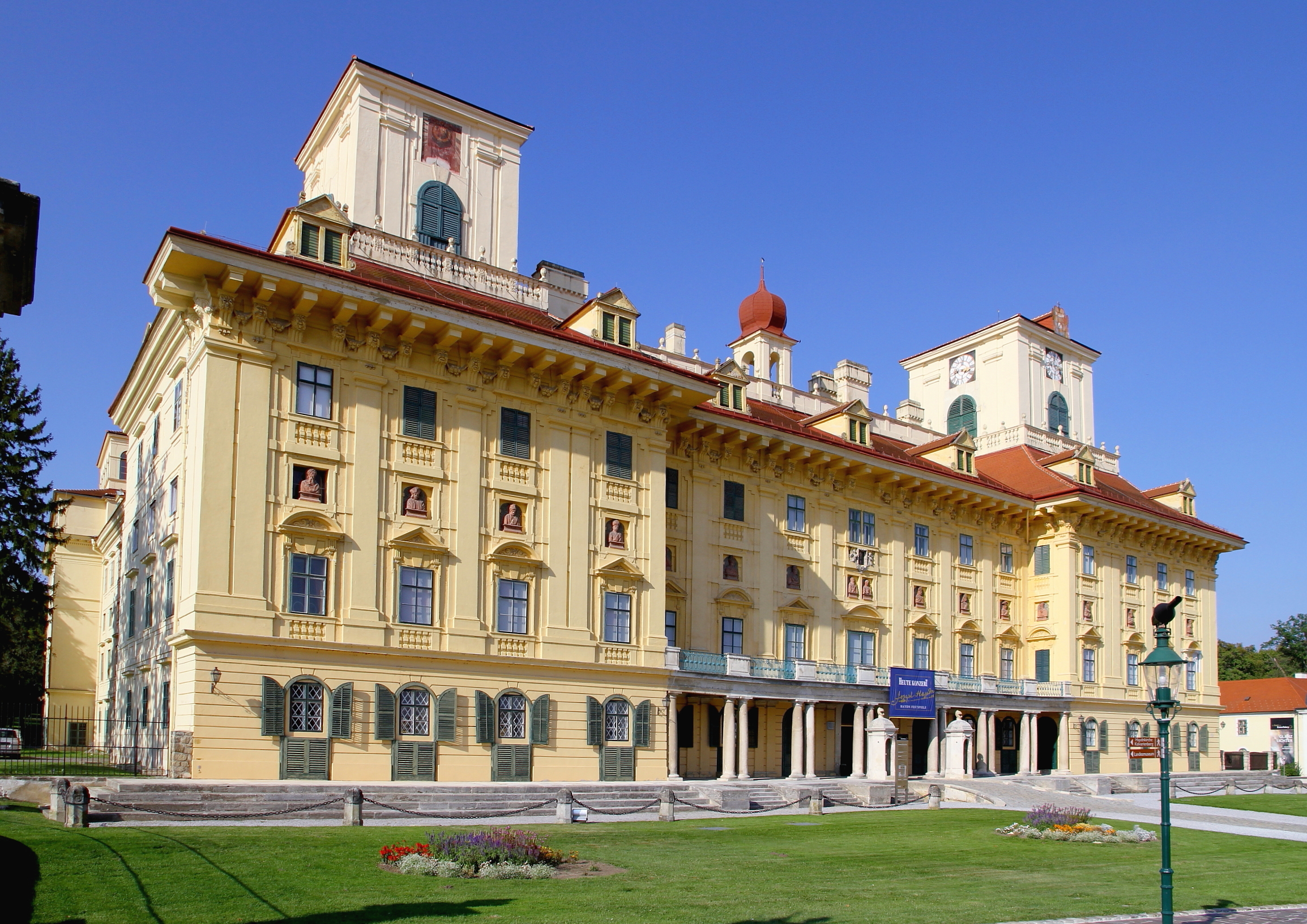
شلوس استرهازي / النمسا
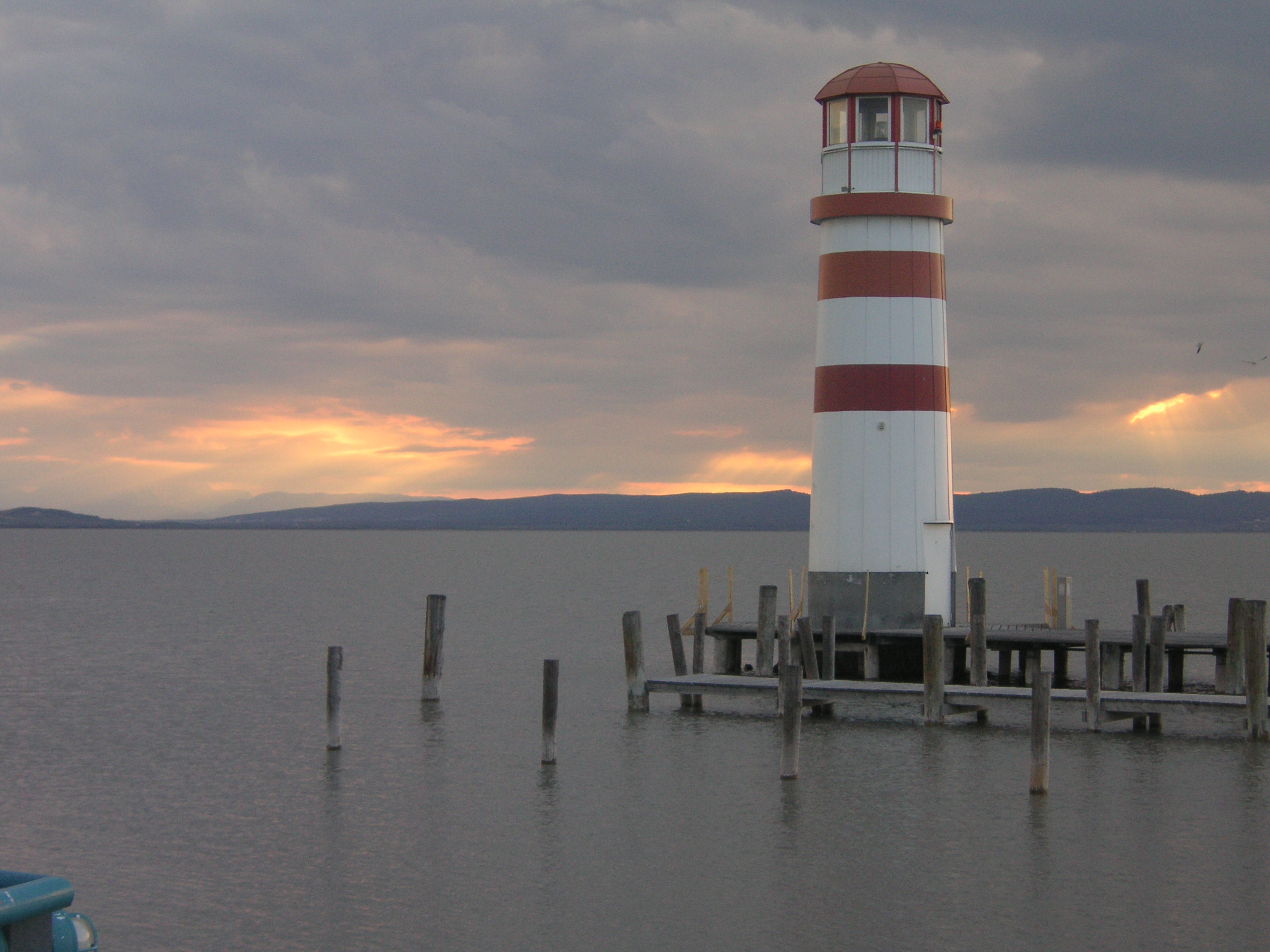
بحيرة نيوسيدل في بوديرسدورف أثناء غروب الشمس
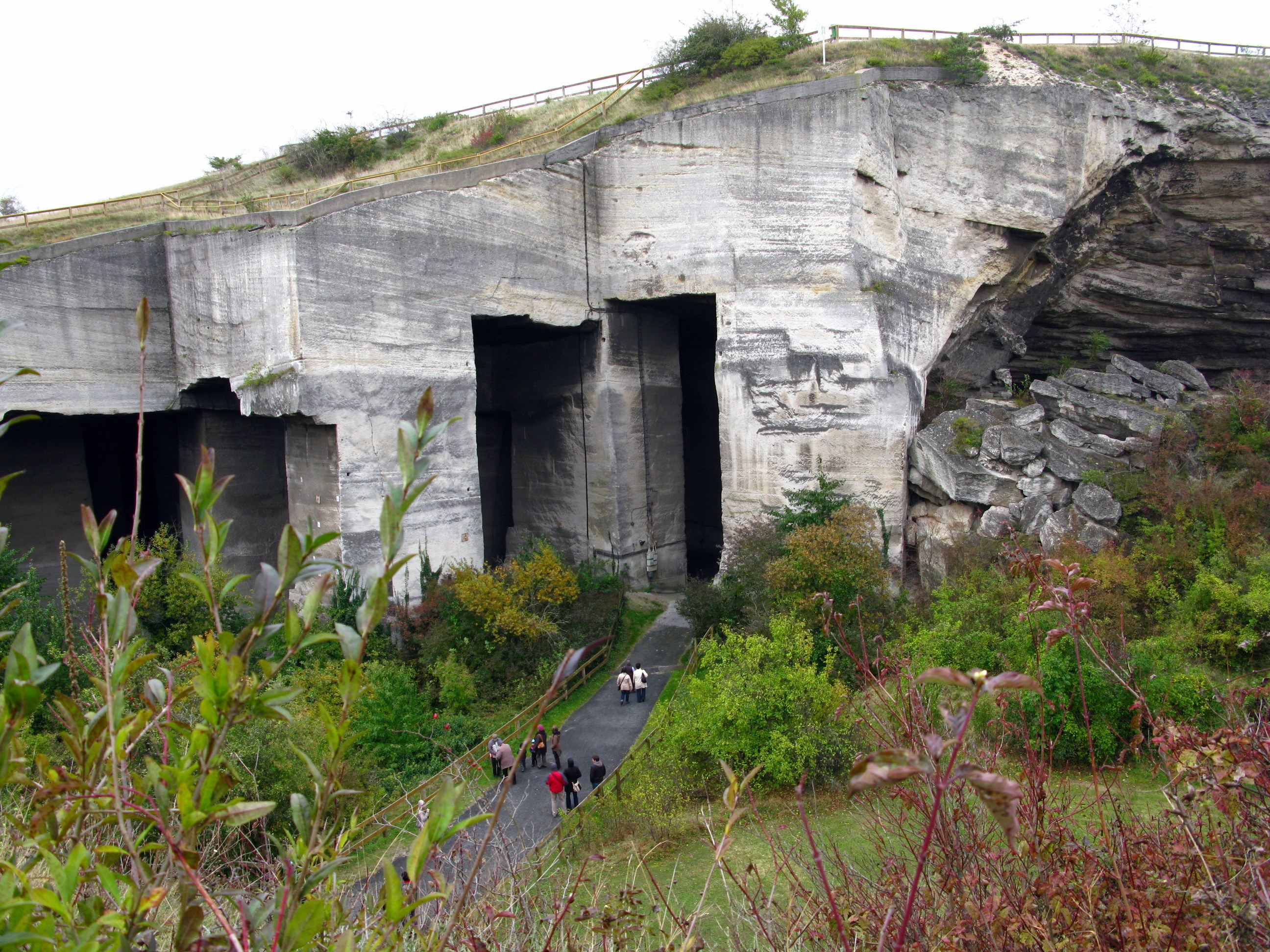
كهف في فيرتوراكوس / المجر
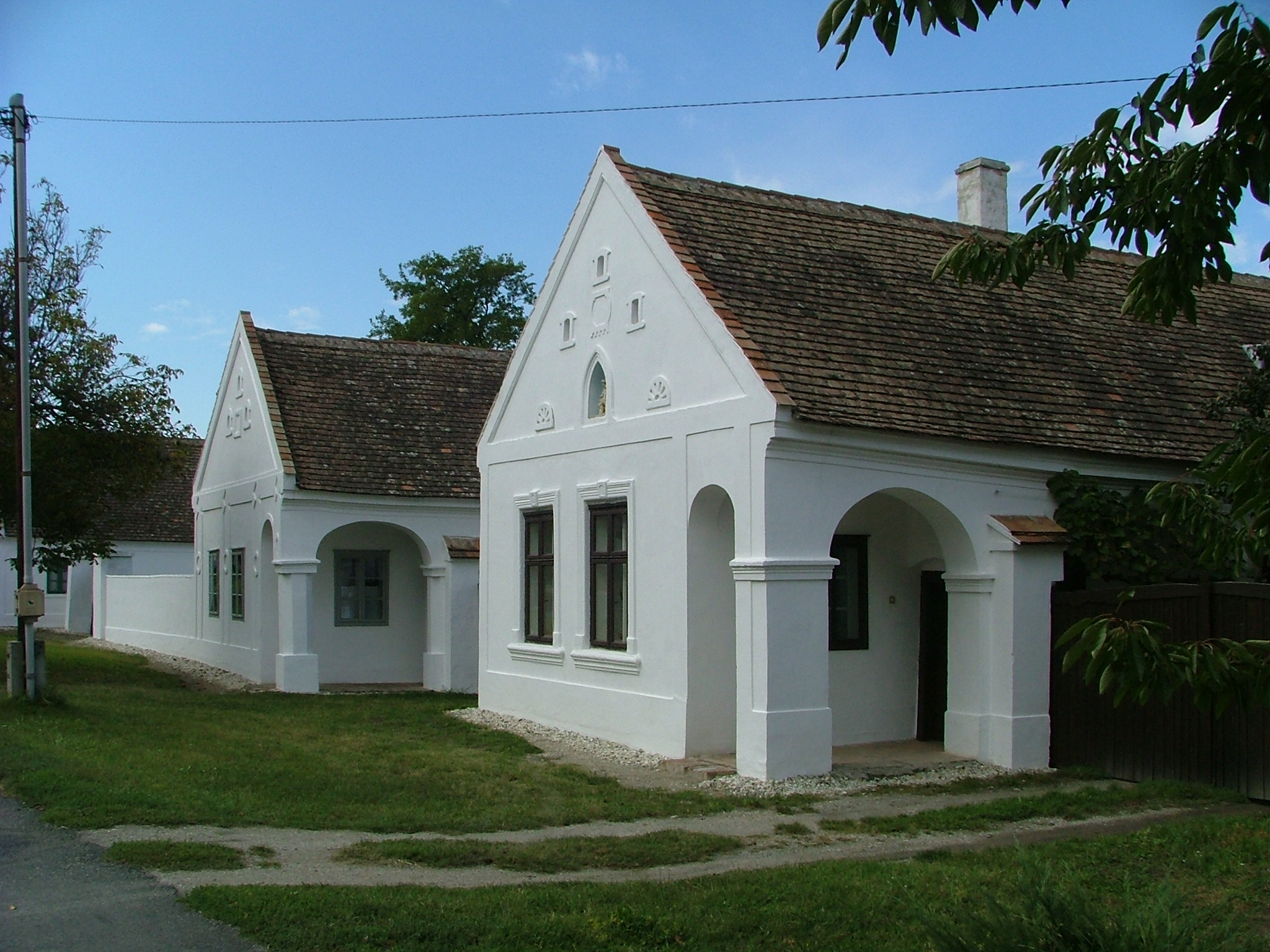
Fertőszéplak / المجر
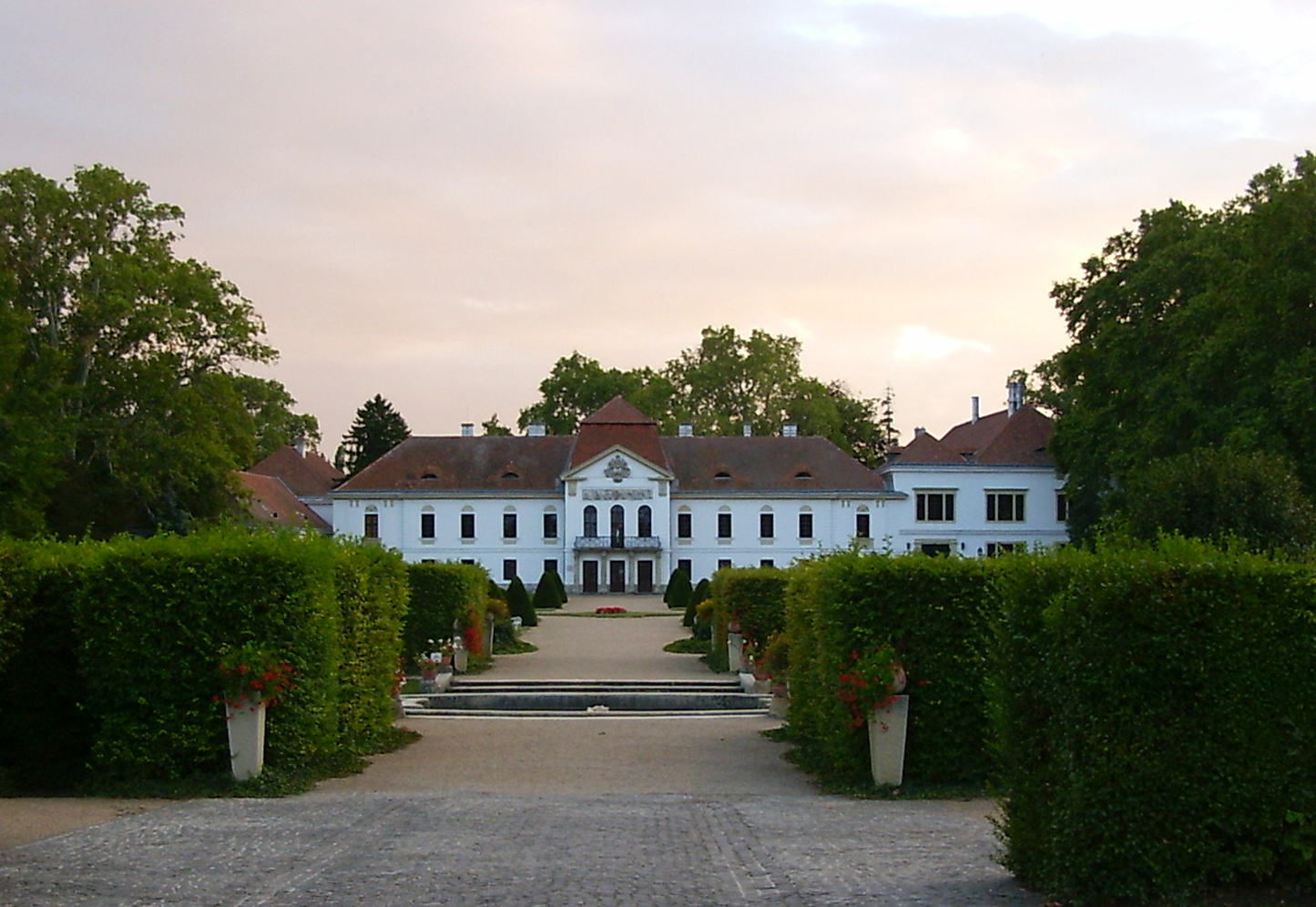
قصر Széchenyi في Nagycenk / المجر
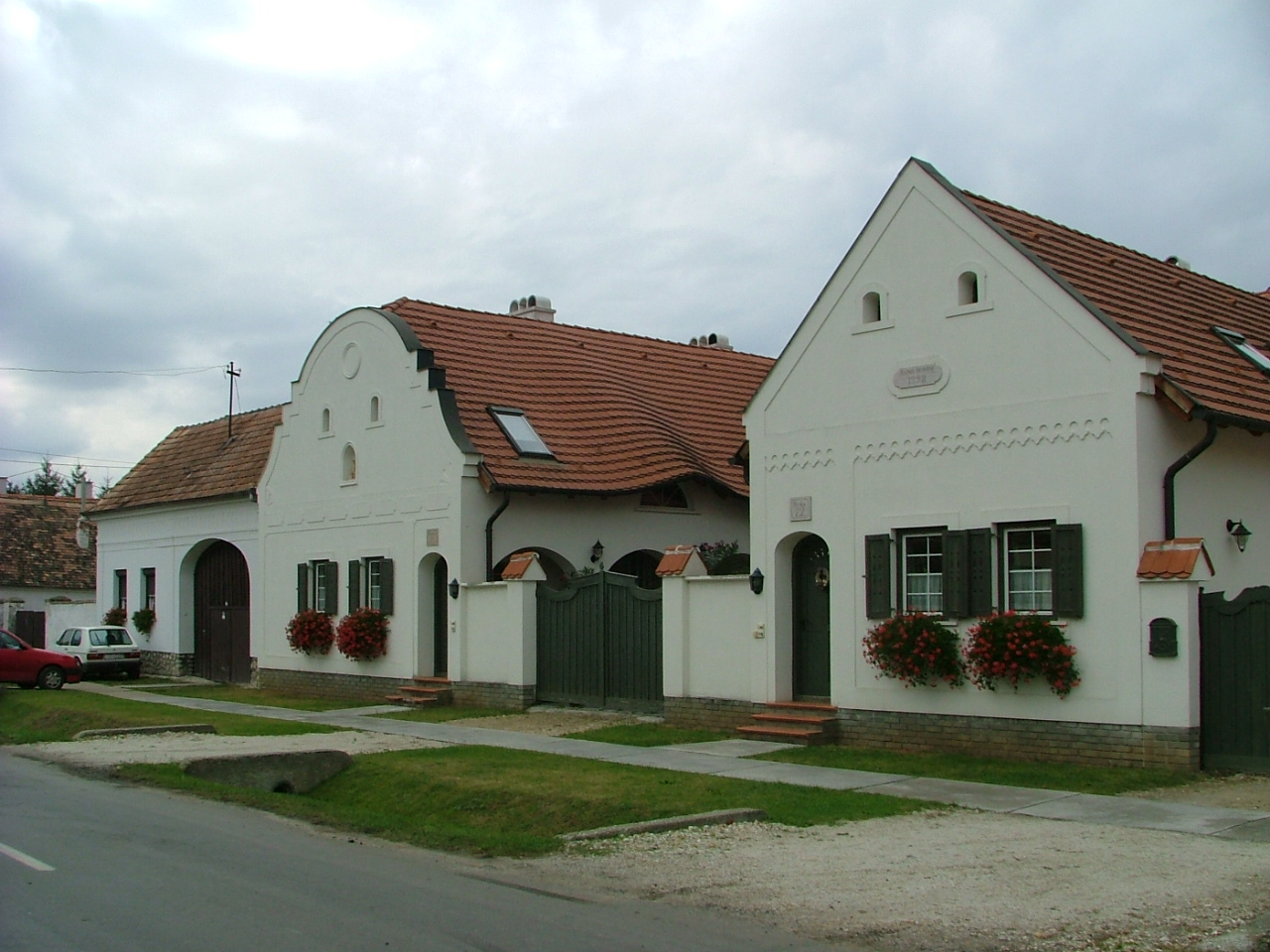
سارود / المجر
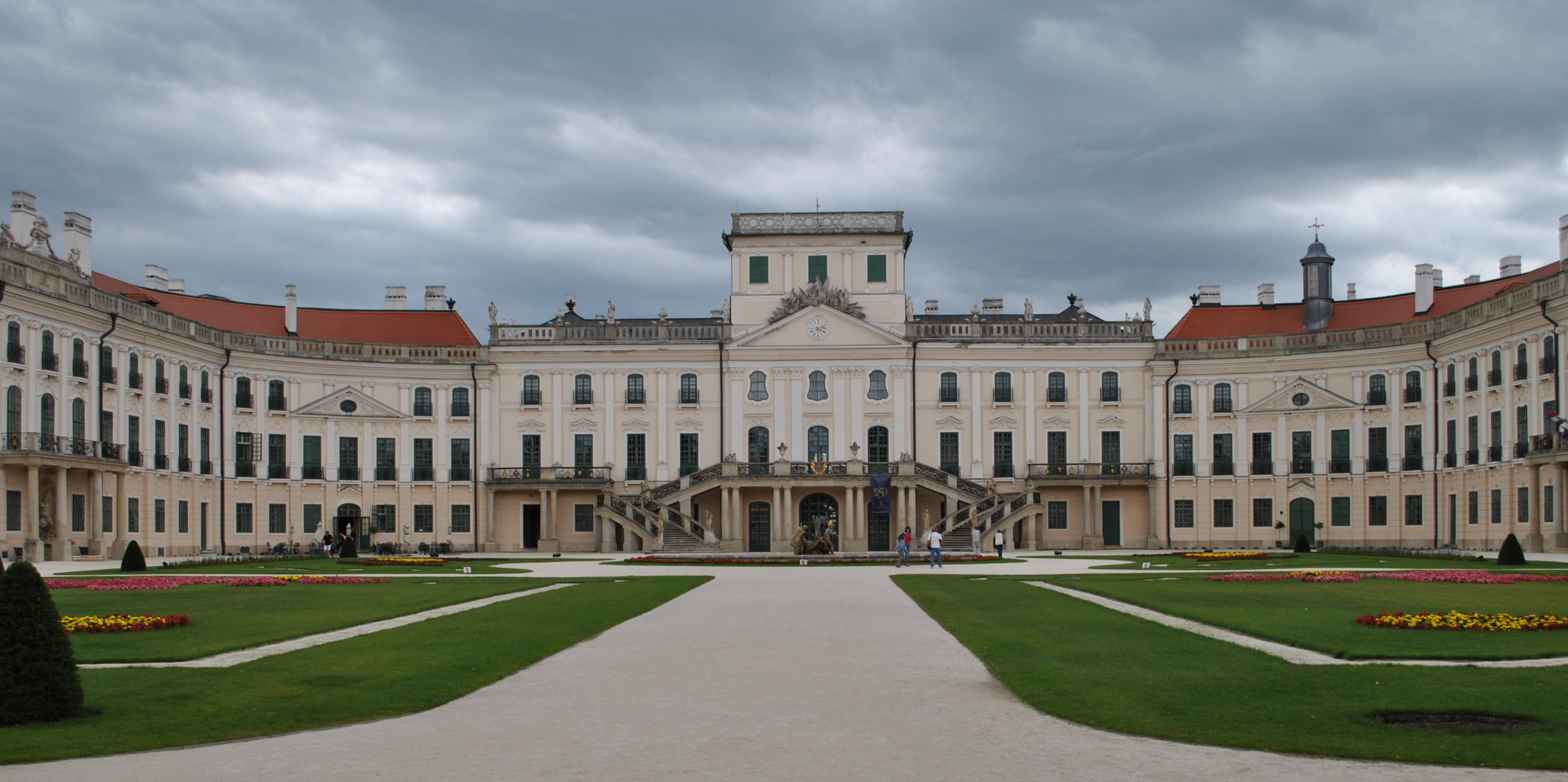
قصر استرهازي / المجر
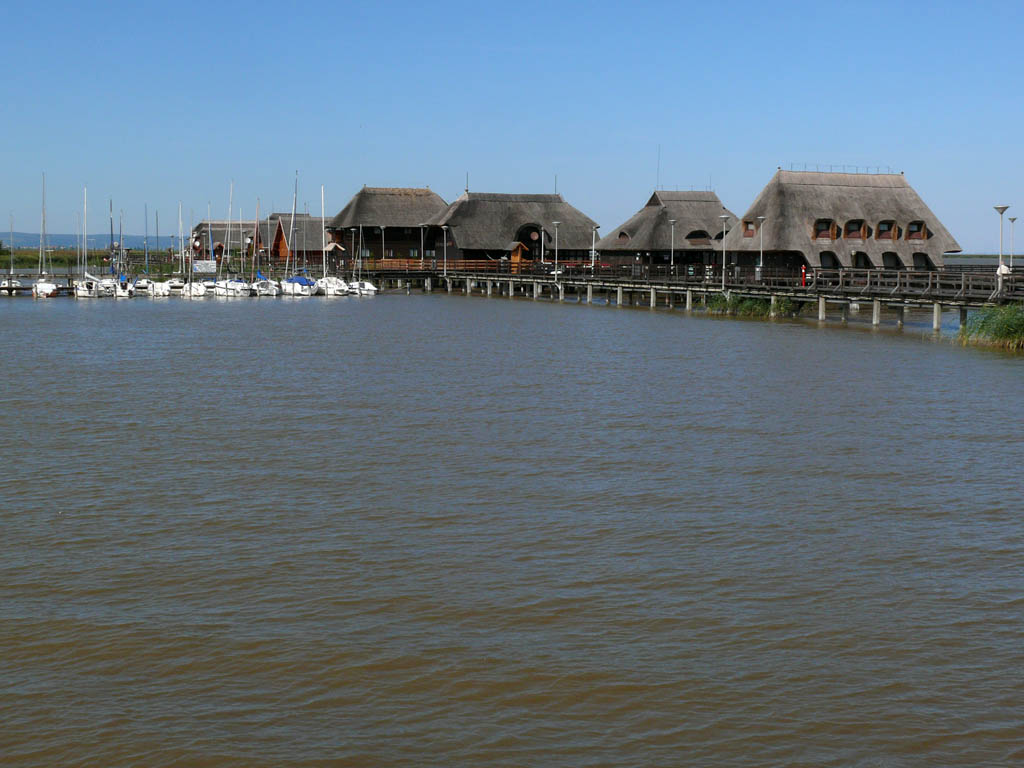
فيرتو تو

## السياحة
على الرغم من كونها موطنًا محميًا للحياة البرية، إلا أن منطقة بحيرة نويسيدل ولا سيما في الجزء النمساوي منها، تجتذب أعدادًا كبيرة من السياح. تُعرف البحيرة باسم «بحر فيينا» حيث توفر فرصًا كبيرة للإبحار وركوب القوارب الشراعية على مسافة معقولة من فيينا. وهناك أيضا بعض الصيد التجاري .
ويشكل انخفاض منسوب المياه مشكلة بالنسبة للإبحار والشحن التجاري، حيث في كثير من الأحيان تصطدم القوارب بالأرض ويمكن أن تصبح المراسي غير صالحة للاستخدام مؤقتًا. ومع ذلك فإنه يسهل إلى حد ما العبور الجماعي السنوي للبحيرة من موربيش إلى إلميتز . فكل من يستطيع السباحة وطوله أكثر من 160 سنتيمتر (5 قدم 3 بوصة) يمكنهم المشاركة في هذا الحدث الذي تم إحياؤه في عام 2004.

## روابط خارجية
- الموقع الرسمي
 باللغة الإنجليزية
- Lake Neusiedl at funiq.hu باللغة الإنجليزية